# Jan Bjarnat Krušwica
Jan Bjarnat Krušwica (ur. 14 maja 1845 w Förstgen, zm. 13 października 1919 w Werben) – serbołużycki duchowny luterański, działacz społeczny, pisarz i etnograf.

## Życiorys
Urodził się w 1845 roku w rodzinie luterańskiego duchownego Jana Krušwicy w Förstgen koło Görlitz na Górnych Łużycach. W latach 1859–1866 uczył się w gimnazjum w Budziszynie. Następnie studiował teologię we Wrocławiu i Berlinie, a od 1870 do 1872 studiował w luterańskim seminarium w Wittenberdze. W latach 1872–1874 był wikariuszem parafii luterańskiej w Prudniku. Po powrocie na Łużyce pełnił funkcję proboszcza w parafii we wsi Gebelzig (1874–1878), a od 1878 roku do śmierci był proboszczem parafii w dolnołużyckiej wsi Werben.
Utrzymywał przyjazne stosunki z dolnołużyckim pisarzem Mato Kósykiem. Publikował artykuły w dolnołużyckiej gazecie „Casnik”. Zebrawszy miejscowe materiały, w 1911 opublikował w Chociebużu po niemiecku książkę „Geschichte der Kirche zu Werben”, której tłumaczenie w języku górnołużyckim pod tytułem „Ze stawiznow Wjerbnjanskeje cyrkwje” ukazało się w 1915 w czasopiśmie „Časopis Maćicy Serbskeje”.
Zebrał łużyckie pieśni kościelne, które opublikował w 1883 roku jako osobną książkę. Przetłumaczył „Mały katechizm Marcina Lutra” na język dolnołużycki. Wraz z Benjaminem Běgaŕem przetłumaczył teksty liturgiczne na język dolnołużycki, który był używany od 1898 w łużyckich parafiach luterańskich w Prusach.
W 1880 był jednym z założycieli dolnołużyckiego oddziału Towarzystwa Kulturalno-Oświatowego „Maćica Serbska”, którego był prezesem do swojej śmierci w 1919.